# Faraway/Kiss you
「Faraway/Kiss you」（ファラウェイ／キス・ユー）は、日本のシンガーソングライター・miwaの12枚目のシングル。2013年9月4日にSony Music Recordsから発売。

## 概要
前作「ミラクル」から約4ヶ月半ぶりのリリースとなるシングルであり、両A面シングルとしてはメジャーデビュー以降初となる。2013年のシングルリリース3枚目。初回生産限定盤、通常盤、期間生産限定盤（アニメ盤）の3形態リリース。
アニメ盤のみ「Kiss you/Faraway」となっており、ジャケットにもアニメ版の八軒勇吾と子豚の豚丼が描かれている。

## 収録曲
全曲 作詞：miwa、編曲：Naoki-T

### 初回生産限定盤
CD
1. Faraway [4:00]
作曲：miwa&Naoki-T
アコースティックギターの他にタム、ドラ、ティンパニー、ビンテージアナログシンセのプロフェット5をmiwa自身が演奏し、1980年代のサウンドに仕上げたという。
シングル「441」のc/w曲「Chasing hearts」と同じ要素が使われていると言う。
2. Kiss you [4:29]
作曲：miwa
フジテレビ系アニメ「銀の匙 Silver Spoon」オープニング・テーマ[3]
A面曲ではあるが、2015年4月にリリースされた4thアルバム『ONENESS』には収録されていない。
3. Delight <ballad version> [6:02]
作曲：miwa&Naoki-T
3rdアルバム『Delight』タイトル曲のバラードバージョン[4]。
4. Faraway〜instrumental〜 [3:59]
5. Kiss you〜instrumental〜 [4:26]

DVD
| #  | タイトル                     | 作詞 | 作曲・編曲 | 監督 |
| -- | ---------------------------- | ---- | ---------- | ---- |
| 1. | 「Kiss you」(ビデオクリップ) |      |            |      |
| 2. | 「Kiss you」(メイキング)     |      |            |      |

### 期間生産限定盤 (アニメ盤)
CD
| #  | タイトル                     | 作詞 | 作曲・編曲 | 時間 |
| -- | ---------------------------- | ---- | ---------- | ---- |
| 1. | 「Kiss you」                 |      |            | 4:29 |
| 2. | 「Faraway」                  |      |            | 4:00 |
| 3. | 「Delight <ballad version>」 |      |            | 6:00 |
| 4. | 「Kiss you〜instrumental〜」 |      |            | 4:28 |
| 5. | 「Faraway〜instrumental〜」  |      |            | 3:59 |

### 通常盤
CD
初回生産限定盤のCDと同内容。